# Joseph McCabe
Joseph Martin McCabe (ur. 12 listopada 1867, zm. 10 stycznia 1955) był angielskim pisarzem oraz propagatorem wolnomyślicielstwa, po porzuceniu stanu kapłańskiego Kościoła katolickiego.

## Wczesne życie
McCabe urodził się w Macclesfield, Cheshire. Dołączył do zakonu franciszkanów w 1886 w wieku 19 lat, w 1890 został kapłanem. Po dziesięciu latach uznał, że pozbył się złudzeń i opuścił klasztor w 19 lutego 1896. Na początku opisywał się jako agnostyk, później został ateistą.

## Kariera
Wkrótce po opuszczeniu stanu kapłańskiego, McCabe rozpoczął działalność pisarską. Napisał broszurę dotyczącą jego doświadczeń, znaną jako "Od Rzymu do Racjonalizmu", opublikowaną w 1897. Reszta jego twórczości dotyczyła nauki, polityki, historii, wierzeń i kultury - łącznie napisał ok. 250 książek.
W 1947 McCabe został oskarżony w Encyklopedii Britannica o uprzedzenia wobec Kościoła Katolickiego.
Był również aktywnym członkiem wielu organizacji.